# 秩父氏館
秩父氏館（ちちぶしやかた）は、埼玉県秩父市吉田町内（武蔵国秩父郡吉田郷）にあった日本の城。秩父氏の居城。吉田城、鶴ヶ窪城とも。蛇行する吉田川近くの高台に位置し、現在は秩父市所有。

## 概要
城主は武蔵国一帯を支配した秩父氏で、鎮守府将軍・平良文の孫で桓武天皇六世の平将恒を祖とする一族。将恒は秩父郡中村郷に居住して秩父氏を称し、その子の平武基が広大な秩父牧を支配する秩父別当になると吉田郷に居館を構えた。さらにその子である平武綱が、広大な秩父郡支配の中心として吉田郷に築いた城館が秩父氏館である。武綱は後三年の役で先陣を務めるなどして活躍し、平重綱の代には武蔵国留守所総検校職に就任し「大主」と呼ばれるまでに勢力を広げた。重綱の子たちは畠山氏、河越氏、高山氏、江戸氏を称して独立し、源頼朝の鎌倉幕府設立を助けた有力な武蔵武士となっていった。
秩父氏支流の畠山氏、河越氏、江戸氏らはその後も武蔵国を基盤に勢力を拡大していくが、本家である秩父氏は同族争いで疲弊し、その後ほとんど歴史に登場しなくなる。戦国時代になると末裔の秩父孫二郎が北条氏邦に仕え、現在も鉢形城に秩父曲輪としてその名を残している。後北条氏が滅ぶと秩父氏は彦久保氏に改姓して帰農し、秩父氏館も廃城となったものと思われる。
平武基、平武綱、秩父重綱、秩父重弘、畠山重能と５代にわたって秩父氏館に住したとされ、現在跡地には吉田小学校が立地する。遺構はほとんど残っておらず、唯一、小学校の校庭に樹齢八百年と伝わる大欅がある。